# Gran Premio Miguel Induráin 2022
La 73.ª edición de la clásica ciclista Gran Premio Miguel Induráin fue una carrera en España que se celebró el 2 de abril de 2022 con inicio y final en la ciudad de Estella sobre un recorrido de 190 kilómetros.
La carrera formó parte del UCI ProSeries 2022, calendario ciclístico mundial de segunda división, dentro de la categoría UCI 1.Pro. También formó parte de la Copa de España de Ciclismo Profesional 2022. El vencedor fue el francés Warren Barguil del Arkéa Samsic y estuvo acompañado en el podio por el ruso Aleksandr Vlasov del Bora-Hansgrohe y el australiano Simon Clarke del Israel-Premier Tech, segundo y tercer clasificado respectivamente.

## Equipos participantes
Tomaron parte en la carrera 21 equipos: 10 de categoría UCI WorldTeam, 9 de categoría UCI ProTeam y 2 de categoría Continental. Formaron así un pelotón de 138 ciclistas de los que acabaron 106. Los equipos participantes fueron:
| WorldTeams (10)- AG2R Citroën Team - Astana Qazaqstan Team - Bahrain Victorious - Bora-Hansgrohe - Cofidis - Israel-Premier Tech - Lotto-Soudal - Movistar Team - Trek-Segafredo - UAE Team Emirates ProTeams (9)- Arkéa-Samsic - Burgos-BH - Caja Rural-Seguros RGA - Eolo-Kometa - Euskaltel-Euskadi - Equipo Kern Pharma - Human Powered Health - Team Novo Nordisk - TotalEnergies Equipos continentales (2)- Glassdrive-Q8-Anicolor - Manuela Fundación Continental |
| |

## Clasificación final
- La clasificación finalizó de la siguiente forma:[3]

| \| Clasificación general \| Clasificación general \| Clasificación general \| Clasificación general \| Clasificación general \| \| Ciclista \| Ciclista \| Equipo \| Tiempo \| \| \| --------------------- \| ---------------------- \| ---------------------- \| --------------------- \| --------------------- \| \| 1.º \| Warren Barguil \| Arkéa-Samsic \| 4 h 57 min 49 s \| \| \| 2.º \| Aleksandr Vlásov \| Bora-Hansgrohe \| + 0 s \| \| \| 3.º \| Simon Clarke \| Israel-Premier Tech \| + 0 s \| \| \| 4.º \| Alexis Vuillermoz \| TotalEnergies \| + 0 s \| \| \| 5.º \| Andrea Vendrame \| AG2R Citroën Team \| + 0 s \| \| \| 6.º \| Pierre Latour \| TotalEnergies \| + 0 s \| \| \| 7.º \| Ion Izagirre \| Cofidis \| + 0 s \| \| \| 8.º \| Marc Hirschi \| UAE Team Emirates \| + 0 s \| \| \| 9.º \| Clément Champoussin \| AG2R Citroën Team \| + 0 s \| \| \| 10.º \| Gorka Izagirre \| Movistar Team \| + 0 s \| \| \| 11.º \| Pello Bilbao \| Bahrain Victorious \| + 3 s \| \| \| 12.º \| Steff Cras \| Lotto-Soudal \| + 3 s \| \| \| 13.º \| Fernando Barceló \| Caja Rural-Seguros RGA \| + 6 s \| \| \| 14.º \| Maxim Van Gils \| Lotto-Soudal \| + 6 s \| \| \| 15.º \| Edoardo Zambanini \| Bahrain Victorious \| + 11 s \| \| \| 16.º \| Roger Adrià \| Equipo Kern Pharma \| + 14 s \| \| \| 17.º \| Stefan de Bod \| Astana Qazaqstan Team \| + 18 s \| \| \| 18.º \| Aurélien Paret-Peintre \| AG2R Citroën Team \| + 20 s \| \| \| 19.º \| Jonathan Lastra \| Caja Rural-Seguros RGA \| + 20 s \| \| \| 20.º \| Igor Arrieta \| Equipo Kern Pharma \| + 25 s \| \| |                        |                        |                 |
| |                        |                        |                 |
| Fuente: ProCyclingStats |                        |                        |                 |
| Clasificación general |                        |                        |                 |
| Ciclista | Ciclista               | Equipo                 | Tiempo          |
| 1.º | Warren Barguil         | Arkéa-Samsic           | 4 h 57 min 49 s |
| 2.º | Aleksandr Vlásov       | Bora-Hansgrohe         | + 0 s           |
| 3.º | Simon Clarke           | Israel-Premier Tech    | + 0 s           |
| 4.º | Alexis Vuillermoz      | TotalEnergies          | + 0 s           |
| 5.º | Andrea Vendrame        | AG2R Citroën Team      | + 0 s           |
| 6.º | Pierre Latour          | TotalEnergies          | + 0 s           |
| 7.º | Ion Izagirre           | Cofidis                | + 0 s           |
| 8.º | Marc Hirschi           | UAE Team Emirates      | + 0 s           |
| 9.º | Clément Champoussin    | AG2R Citroën Team      | + 0 s           |
| 10.º | Gorka Izagirre         | Movistar Team          | + 0 s           |
| 11.º | Pello Bilbao           | Bahrain Victorious     | + 3 s           |
| 12.º | Steff Cras             | Lotto-Soudal           | + 3 s           |
| 13.º | Fernando Barceló       | Caja Rural-Seguros RGA | + 6 s           |
| 14.º | Maxim Van Gils         | Lotto-Soudal           | + 6 s           |
| 15.º | Edoardo Zambanini      | Bahrain Victorious     | + 11 s          |
| 16.º | Roger Adrià            | Equipo Kern Pharma     | + 14 s          |
| 17.º | Stefan de Bod          | Astana Qazaqstan Team  | + 18 s          |
| 18.º | Aurélien Paret-Peintre | AG2R Citroën Team      | + 20 s          |
| 19.º | Jonathan Lastra        | Caja Rural-Seguros RGA | + 20 s          |
| 20.º | Igor Arrieta           | Equipo Kern Pharma     | + 25 s          |

## UCI World Ranking
El Gran Premio Miguel Induráin otorgó puntos para el UCI World Ranking para corredores de los equipos en las categorías UCI WorldTeam, UCI ProTeam y Continental. Las siguientes tablas son el baremo de puntuación y los diez corredores que obtuvieron más puntos:
| Posición              | 1.º | 2.º | 3.º | 4.º | 5.º | 6.º | 7.º | 8.º | 9.º | 10.º | 11.º | 12.º | 13.º | 14.º | 15.º | 16.º-30.º | 31.º-40.º |
| Clasificación general | 200 | 150 | 125 | 100 | 85  | 70  | 60  | 50  | 40  | 35   | 30   | 25   | 20   | 15   | 10   | 5         | 3         |

| Clasificación |                     |                     |         |
| Posición      | Ciclista            | Equipo              | General |
| ------------- | ------------------- | ------------------- | ------- |
| 1.º           | Warren Barguil      | Arkéa Samsic        | 200     |
| 2.º           | Aleksandr Vlasov    | Bora-Hansgrohe      | 150     |
| 3.º           | Simon Clarke        | Israel-Premier Tech | 125     |
| 4.º           | Alexis Vuillermoz   | TotalEnergies       | 100     |
| 5.º           | Andrea Vendrame     | AG2R Citroën        | 85      |
| 6.º           | Pierre Latour       | TotalEnergies       | 70      |
| 7.º           | Ion Izagirre        | Cofidis             | 60      |
| 8.º           | Marc Hirschi        | UAE Emirates        | 50      |
| 9.º           | Clément Champoussin | AG2R Citroën        | 40      |
| 10.º          | Gorka Izagirre      | Movistar            | 35      |